# Col Cascade
Le col Cascade (Cascade Pass, anciennement connu sous le nom de Skagit Pass,) est un col de montagne qui franchit la chaîne des Cascades dans l'État de Washington dans le Nord-Ouest des États-Unis.
Le col est localisé à l'intérieur du parc national des North Cascades dans la région du lac Chelan. Il n'est pas équipé de routes et ne dispose que d'un sentier de randonnée. Dans le passé, il était utilisé par les Amérindiens. Les tribus côtières à l'ouest et les tribus à l'est de la chaîne des Cascades empruntaient ce col pour commercer entre eux. Parmi les premières personnes d'origine européenne à franchir le col se trouve le journaliste new-yorkais Frank Wilkeson. Alexander Ross, un commerçant de fourrures franchit le col en 1814. Les notes de son voyage sont trop vagues pour déterminer exactement le chemin emprunté.